# Business Sweden
Business Sweden är en halvstatlig organisation vars uppdrag är att hjälpa svenska företag att växa globalt och internationella företag att investera och expandera i Sverige. Staten representeras av Utrikesdepartementet och näringslivet av Sveriges Allmänna Utrikeshandelsförening. Uppgiften från huvudmännen är att bidra till tillväxt och sysselsättning i Sverige genom internationalisering av svenskt näringsliv samt genom att främja utländska investeringar i Sverige. VD för Business Sweden är Jan Larsson. 

## Om Business Sweden
Business Sweden bildades 1 januari 2013 genom en sammanslagning av Exportrådet och Invest Sweden.
Vid organisationens bildande blev Ulf Berg VD. Han hade tidigare sedan 2003 lett Exportrådet. Berg tvingades avgå redan efter nio månader i den nya organisationen, och efterträddes den 1 april 2014 av Ylva Berg. Ylva Bergs tid som VD inleddes med en uppsägning av 30 procent av personalen, och 2020 avskedades åter 40 procent av medarbetarna. I mars 2021 efterträddes Ylva Berg som VD av Jan Larsson, tidigare informationschef vid Handelsbanken.
Business Sweden har 44 kontor världen över i fem regioner: Europa, Nord- och Sydamerika, Mellanöstern och Afrika samt Södra- och Sydöstra Asien samt Östra Asien och Oceanien. Business Sweden's huvudkontor ligger i Stockholm. Merparten av de närmare 500 anställda är placerade på utlandskontoren. Där samarbetar de med svenska ambassader, konsulat, handelskamrar, företag och andra lokala nätverk.
I Sverige har Business Sweden 16 kontor från norr till söder, inklusive huvudkontoret i Stockholm. Här jobbar globala affärsutvecklare direkt med internationalisering av företag, från utbildning och inspiration till konkret rådgivning. På huvudkontoret i Stockholm finns export- och investeringsexperter som hjälper företag med rådgivning och marknadsinformation.